# Han Kum-ok
Han Kum-ok (ur. 22 września 1987) – północnokoreańska zapaśniczka w stylu wolnym. Olimpijka z Londynu 2012, gdzie zajęła dziesiąte miejsce w kategorii 55 kg.
Wicemistrzyni świata w 2009; siódma w 2011. Sześciokrotna medalistka mistrzostw Azji. Srebro w 2009 i 2015 roku.